# Akt oskarżenia
Treść tego artykułu od 2023-12 należy opracować w taki sposób, aby nie uwypuklała nadmiernie polskiej specyfiki / aby nie zawężała się tylko do polskich warunków
 Po wyeliminowaniu niedoskonałości należy usunąć szablon {{Dopracować}} z tego artykułu.
Akt oskarżenia – pismo procesowe (skarga oskarżycielska) wnoszone do sądu w postępowaniu karnym przez uprawniony podmiot, w którym domaga się on od sądu wydania orzeczenia o winie i karze lub środkach karnych wobec osoby wskazanej w tym piśmie.
Podmiotem uprawnionym do wniesienia aktu oskarżenia jest co do zasady osoba mająca uprawnienia do występowania przed sądem w charakterze oskarżyciela publicznego, czasami pokrzywdzony lub osoba jemu najbliższa jako oskarżyciel prywatny.
Oskarżycielem publicznym w sprawach o przestępstwa jest co do zasady prokurator, natomiast w sprawach o wykroczenia Policja. Jeżeli zostaną spełnione określone przesłanki, akt oskarżenia przed sądem obok lub zamiast oskarżyciela publicznego może popierać oskarżyciel posiłkowy. Oprócz aktu oskarżenia wnoszonego przez oskarżyciela publicznego można wyróżnić prywatny akt oskarżenia, wnoszony najczęściej przez pokrzywdzonego przy przestępstwach ściganych z oskarżenia prywatnego. Natomiast wniesienie aktu oskarżenia w sprawie ściganej z oskarżenia publicznego przez inny podmiot niż oskarżyciel publiczny (podmiot uprawniony występuje wówczas w charakterze oskarżyciela subsydiarnego), jest możliwe dopiero po wykonaniu następujących czynności:
1. prokurator odmawia wszczęcia postępowania przygotowawczego lub umarza wszczęte postępowanie,
2. postanowienie to zostało zaskarżone zażaleniem do sądu (art. 306 § 1 w zw. z art. 465 § 2 Kodeksu postępowania karnego),
3. sąd uchyla postanowienie prokuratora, wskazując powody uchylenia, ewentualnie także okoliczności, które należy wyjaśnić, lub czynności, które należy przeprowadzić,
4. prokurator prowadzący postępowanie ponownie nie znajduje podstaw do wszczęcia postępowania lub ponownie umarza wszczęte postępowanie[1],
5. postanowienie to zostało zaskarżone zażaleniem do prokuratora nadrzędnego[2]
6. prokurator nadrzędny utrzymuje postanowienie w mocy.

Dopiero po tych krokach uprawniony może wnieść akt oskarżenia w sprawie ściganej z oskarżenia publicznego, który musi być sporządzony i podpisany przez pełnomocnika, tj. adwokata lub radcę prawnego albo radcę Prokuratorii Generalnej Rzeczypospolitej Polskiej (przymus adwokacki). W przypadku jednak, gdy pierwszym postanowieniem (postanowieniami) odmówiono wszczęcia postępowania przygotowawczego, a po uchyleniu ich przez sąd, wszczęto postępowanie i następnie je umorzono cała powyższa procedura musi być przeprowadzona od początku. Wymagane jest bowiem, aby wszystkie postanowienia były postanowieniami tego samego rodzaju (np. czterokrotnie odmawiano wszczęcia postępowania przygotowawczego lub czterokrotnie umarzano wszczęte postępowanie karne)

## Wymogi formalne publicznego aktu oskarżenia

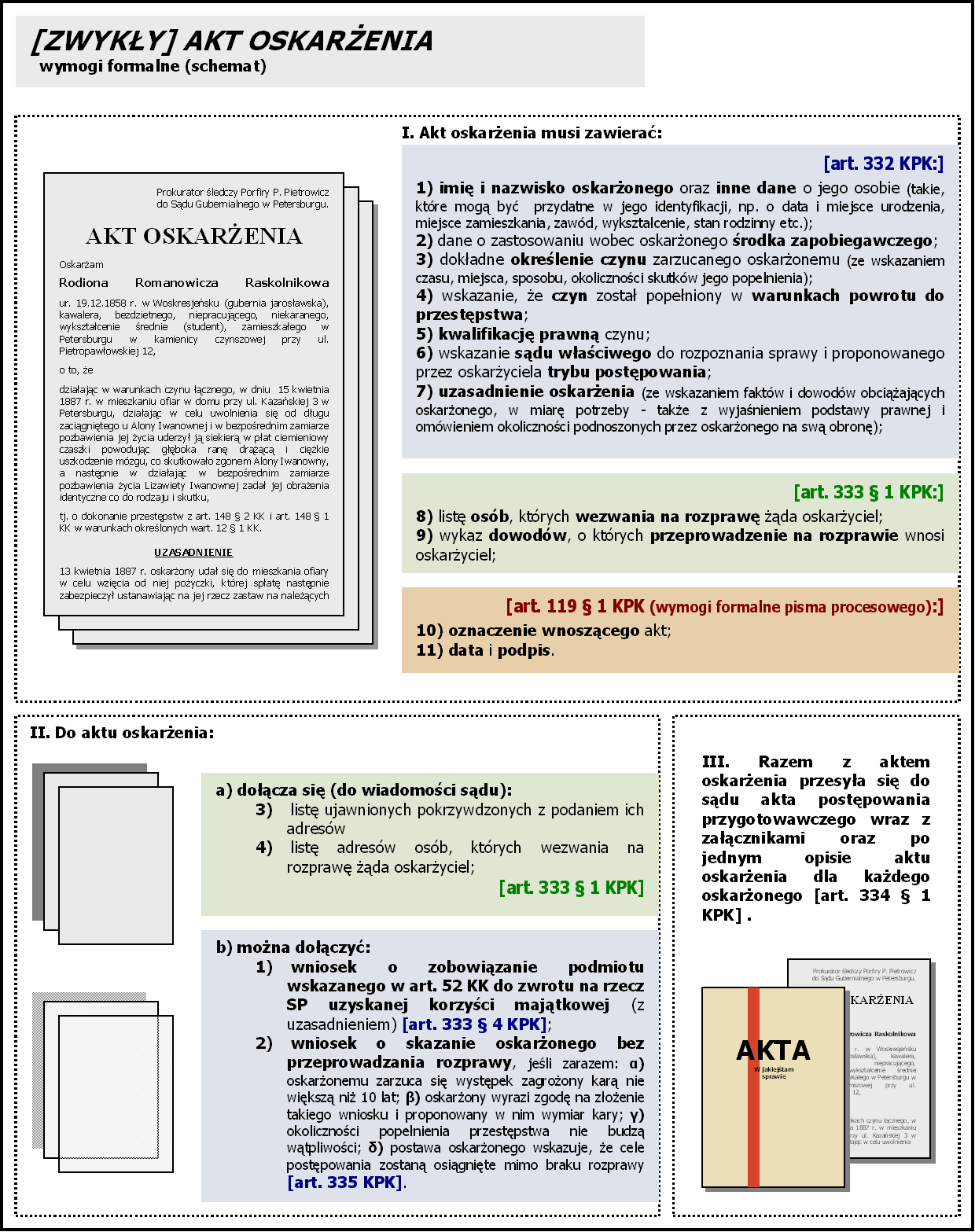
Wymogi formalne aktu oskarżenia (schemat)

Publiczny akt oskarżenia powinien zawierać:
- imię i nazwisko oskarżonego, inne dane o jego osobie, w tym numer telefonu, telefaksu i adres poczty elektronicznej lub informację o ich nieposiadaniu przez oskarżonego lub niemożności ich ustalenia oraz dane o zastosowaniu środka zapobiegawczego
- dokładne określenie zarzucanego oskarżonemu czynu ze wskazaniem czasu, miejsca, sposobu i okoliczności jego popełnienia oraz skutków, a zwłaszcza wysokości powstałej szkody,
- wskazanie, że czyn został popełniony w warunkach wymienionych w art. 64 Kodeksu karnego albo w art. 37 § 1 pkt 4 Kodeksu karnego skarbowego,
- wskazanie przepisów ustawy karnej, pod które zarzucany czyn podpada,
- wskazanie sądu właściwego do rozpoznania sprawy[4],
- uzasadnienie oskarżenia (jeżeli postępowanie przygotowawcze zakończyło się w formie dochodzenia, akt oskarżenia może nie zawierać uzasadnienia[5])[6].

Publiczny akt oskarżenia powinien także zawierać:
- listę osób, których wezwania oskarżyciel żąda,
- wykaz innych dowodów, których przeprowadzenia na rozprawie głównej domaga się oskarżyciel[7].

Do publicznego aktu oskarżenia dołącza się, do wiadomości sądu, listę ujawnionych osób pokrzywdzonych z podaniem ich adresów, a także adresy osób, których wezwania oskarżyciel żąda. Należy również podać numery telefonów, telefaksów i adresy poczty elektronicznej tych osób, chyba że informacji tych nie można ustalić. Z publicznym aktem oskarżenia przesyłane są sądowi akta postępowania przygotowawczego wraz z załącznikami, a także po jednym odpisie aktu oskarżenia dla każdego oskarżonego, a jeżeli do aktu oskarżenia dołączono wniosek o skazanie bez rozprawy – także dla każdego pokrzywdzonego.

## Wymogi formalne prywatnego aktu oskarżenia
Prywatny akt oskarżenia może ograniczyć się do oznaczenia:
- osoby oskarżonego
- zarzucanego mu czynu
- wskazania dowodów, na których opiera się oskarżenie[10].

## Skutki braku wniesienia aktu oskarżenia
W wypadku wniesienia aktu oskarżenia przez niewłaściwy podmiot należy stosownie do art. 17 § 1 pkt 9 Kodeksu postępowania karnego konieczne jest przekazanie sprawy do rozpoznania na posiedzenie w celu podjęcia decyzji o umorzeniu postępowania karnego. W wypadku natomiast braku aktu oskarżenia na rozprawie sąd stosownie do art. 414 § 1 wydaje postanowienie lub wyrok o umorzeniu postępowania karnego.